# Verwaltungsgemeinschaft Regis-Breitingen
Die Verwaltungsgemeinschaft Regis-Breitingen war eine Verwaltungsgemeinschaft im Freistaat Sachsen im Landkreis Leipzig. Sie lag im Südwesten des Landkreises, zirka 7 km südwestlich der Kreisstadt Borna und zirka 12 km nördlich der Stadt Altenburg. Das Gemeinschaftsgebiet lag im Süden der Leipziger Tieflandbucht an der Grenze zu Thüringen. Ein Teil des neuerschlossenen Leipziger Neuseenlandes mit dem Speicherbecken Borna befand sich im Gemeinschaftsgebiet. Die Bundesstraße 176 verlief nördlich und die B 93 östlich der Gemeinde. Auch die Bahnstrecke Leipzig–Hof führte durch das Gemeinschaftsgebiet. Die Pleiße durchfloss das Gemeinschaftsgebiet in Nord-Süd-Richtung.
Zum 1. Juli 2014 wurde Deutzen nach Neukieritzsch eingemeindet und die Verwaltungsgemeinschaft aufgelöst.

## Die Gemeinden mit ihren Ortsteilen
- Regis-Breitingen mit den Ortsteilen Regis-Breitingen (Stadt), Ramsdorf und Heuersdorf
- Deutzen